# Eupithecia evansi
Eupithecia evansi är en fjärilsart som beskrevs av Fletcher 1958. Eupithecia evansi ingår i släktet Eupithecia och familjen mätare. Inga underarter finns listade i Catalogue of Life.